# Quirini
Publi Sulpici Quirini (llatí: Publius Sulpicius Quirinius, anomenat en grec Κυρήνιος Kyrenios; Lanúvium, 45 aC — Roma, 21 dC), coneguit simplement com a Quirini, va ser un aristòcrata de l'Imperi Romà, membre del Senat i Cònsol. El seu període com a governador de Síria és un dels ancoratges cronològics del naixement de Jesús de Natzaret.

## Vida
Tàcit diu que era d'origen obscur i encara que hom es pensa que podria ser fill del censor l'any 42 aC i cònsol el 36 aC Publi Sulpici Quirí, també diu que era nadiu de Lanúvium i no tenia connexió amb la gens Sulpícia.
L'any 15 aC August el nomenà procònsol de la província de Creta i Cirenaica. És probable que amb anterioritat a aquest important càrrec, Quirini hagués exercit altres magistratures, atès que no era possible ascendir al càrrec de procònsol sense haver estat cònsol o pretor. El càrrec de procònsol a la província Cirenaica li serví per demostrar la seva qualitat militar contra els garamants, una tribu del desert del Sàhara libi que habitava al sud de Cirene.
Va ser elegit cònsol el 12 aC amb Marc Valeri Messal·la. Va arribar al consolat mercès a les seves habilitats i mèrits militars. Fou enviat després a Cilícia on va sotmetre als homonadenses, un ferotge poble del Taure i va rebre per la seva victòria els honors del triomf. August el nomenà procònsol de l'Àsia en un període comprés entre el 10 i el 3 aC.
El 3 aC fou nomenat governador romà de Síria, una de les províncies més importants de l'imperi i comandant de les quatre legions presents a la zona (III Gallica, VI Ferrata, X Fretensis, XII Fulminata), càrrec que va ocupar uns dos anys. L'any 1 aC o poc després, August el va nomenar conseller del seu net Gai Cèsar, que llavors era a Armènia; en el seu camí a Orient va passar per Rodes, on va visitar Tiberi, qui hi vivia exiliat. Posteriorment, August designà Tiberi com el seu successor i gairebé immediatament, vers el 5 dC, nomenà Quirini governador per segona vegada de Síria.
Estava casat amb Emília Lèpida, però se'n va divorciar vers l'any 1. Vint anys després la va acusar de pretendre haver tingut un fill amb ell i altres crims, però la seva acusació fou vista com una revenja personal. No obstant això, rebé el suport de Tiberi al judici, atès que ell n'era l'hereu si Quirini no tenia fills.
Va morir l'any 21 i va ser honorat amb un funeral públic.

## El cens de Judea
Després de la destitució d'Arquelau, fill d'Herodes el Gran, Quirini arribà a Síria, enviat per Cèsar August per fer el cens dels béns i poder recaptar impostos. Amb ell va ser enviat Coponi, per governar als jueus. Com que Judea havia estat annexionada a Síria, Quirini la va incloure en el cens. Segons Flavi Josep (Ant. XVIII 1), el cens de Quirini provocà una revolta zelota, dirigida per Sadoc i Judes el Galileu, natural de Gamala. El mateix Quirí sufocà la revolta.
Lluc (2:1) esmenta el cens de Quirini com a referent del naixement de Jesús:
| « | Ἐγένετο δὲ ἐν ταῖς ἡμέραις ἐκείναις ἐξῆλθεν δόγμα παρὰ Καίσαρος Αὐγούστου ἀπογράφεσθαι πᾶσαν τὴν οἰκουμένην· αὕτη ἀπογραφὴ πρώτη ἐγένετο ἡγεμονεύοντος τῆς Συρίας Κυρηνίου. | » |

La interpretació del passatge no és prou clara. Segons la Bíblia Catalana Interconfessional, el passatge diu així:
| « | Per aquells dies sortí un edicte de Cèsar August ordenant que es fes el cens de tot l'imperi. Aquest cens va ser anterior al que es feu quan Quirini era governador de Síria. | » |

La dificultat roman en la segona frase, que és ambigua. Altres interpretacions proposades són: Quan tengué lloc aquest cens, Quirini era governador de Síria; Aquest cens es feu abans que Quirini fos governador de Síria, i, menys probablement, Aquest cens fou el primer que es feu quan Quirini era governador de Síria. La major part d'interpretacions estan motivades pel fet que, segons Mateu (2:2), Jesús va néixer en temps del Rei Herodes, qui va morir el 4 aC; en canvi, Flavi Josep ens informa que el cens de Quirini tengué lloc 37 anys després que Octavi derrotés a Antoni en la batalla naval d'Àccium, el 2 de setembre; és a dir, l'any 6 de la nostra era, deu anys després de la mort d'Herodes.

### Data de naixement de Jesús
Les dates contradictòries esmentades pels evangelis (Mateu 2,1 i Lluc 2,1-2) ha portat a diferents interpretacions:
- Per Kepler Jesús va néixer l'any 7 aC, coincidint amb la conjunció de Júpiter-Saturn.[1]
- Segons Armand Puig[2] la data correcta del naixement de Jesús va ser l'any 6/7 aC, en temps d'Herodes el Gran.[3] Armand Puig entén que Jesús nasqué realment en un cens anterior al de Quirini i portat a terme per Herodes.
- Per Robert Ambelain hi ha una contradicció clara entre Mateu 2:1 i Lluc 2:1.[4] Jesús seria més gran del que es pensa i no hauria nascut ni a Betlem ni a Natzaret sinó a Gamala, poble situat per sobre de Cafarnaum.
- Per altres erudits, l'autor de Lluc va utilitzar el cens de Quirini com a excusa per traslladar la família a Betlem, lloc on havia de néixer el messies segons les profecies bíbliques.